# Nussbaum (Familienname)
Nussbaum oder Nußbaum ist ein Familienname, der vor allem im deutschsprachigen Raum vorkommt.

## Namensträger
- Adam Nussbaum (* 1955), US-amerikanischer Schlagzeuger
- Alan J. Nussbaum (Alan Jeffrey Nussbaum; * 1947), US-amerikanischer Linguist
- Arthur Nussbaum (1877–1964), deutscher Rechtswissenschaftler
- Christian Nußbaum (1888–1939), deutscher Politiker (SPD)
- Cordula Nussbaum (* 1969), deutsche Autorin
- Emil Nußbaum (1855–1936), deutscher Rechtswissenschaftler
- Felix Nussbaum (1904–1944), deutscher Maler
- Fritz Nussbaum (1879–1966), Schweizer Geograph
- Hannelore Nussbaum (* 1933), deutsche Schriftstellerin
- Hans Christian Nussbaum (1853–1928), deutscher Architekt und Hygieniker
- Helga Nussbaum (1928–2015), deutsche Wirtschaftshistorikerin
- Herbert Nußbaum (1929–2011), deutscher Volksschauspieler
- Horst Nussbaum, eigentlicher Name von Jack White (Musikproduzent) (* 1940), deutscher Fußballspieler, Komponist und Musikproduzent
- Jakob Nussbaum (1873–1936), deutscher Maler und Grafiker
- Johann Nepomuk von Nußbaum (1829–1890), deutscher Chirurg und Hochschullehrer
- Johannes Nussbaum (* 1995), österreichischer Schauspieler
- Karl Otto Nußbaum (1923–1999), deutscher Priester, Theologe und Hochschullehrer
- Konrad Nussbaum (1893–1945), deutscher Polizeibeamter
- Laureen Nussbaum (* 1927), deutschamerikanische Literaturwissenschaftlerin und Holocaustüberlebende
- Magdalene von Nussbaum (1897–1974), deutsche Schauspielerin und Hörspielsprecherin
- Martha Nussbaum (* 1947), US-amerikanische Philosophin und Rechtswissenschaftlerin
- Michael Nussbaum (* 1951), deutscher Mathematiker und Hochschullehrer
- Mike Nussbaum (1923–2023), US-amerikanischer Schauspieler
- Moritz Nussbaum (Mediziner) (1850–1915), deutscher Anatom und Hochschullehrer
- Moritz Nussbaum (Altphilologe) (1850–1924), deutscher Altphilologe
- Nicole Nussbaum, Schweizer Gleitschirmpilotin
- Norbert Nußbaum (* 1953), deutscher Architekturhistoriker und Hochschullehrer
- Paul Joseph Nussbaum (1870–1935), US-amerikanischer Geistlicher, Bischof von Sault Sainte Marie and Marquette
- Raphael Nussbaum (1931–1993), deutscher Filmregisseur, Filmproduzent und Drehbuchautor
- Robert Nußbaum (1892–1941), deutscher Arzt
- Roger David Nussbaum (* 1944), US-amerikanischer Mathematiker
- Ronald A. Nussbaum (* 1942), US-amerikanischer Zoologe
- Ruth Nussbaum (1911–2010), deutschamerikanische Publizistin, Übersetzerin und Rebbetzin
- Sara Nussbaum (1868–1956), deutsche Geschäftsfrau und Pflegerin
- Theodor Nußbaum (1885–1956), deutscher Garten- und Landschaftsarchitekt und Baubeamter
- Tsvi C. Nussbaum (1935–2012), israelischer Arzt und Holocaustüberlebender
- Ulrich Nußbaum (* 1957), deutscher Jurist und Politiker
- Verena Nussbaum (* 1970), österreichische Politikerin (SPÖ)
- Walter Nußbaum (1920–2002), deutscher Fußballspieler